# Peleteria rustica
Peleteria rustica är en tvåvingeart som först beskrevs av Karsch 1886.  Peleteria rustica ingår i släktet Peleteria och familjen parasitflugor. Inga underarter finns listade i Catalogue of Life.